# Полисциас папоротниколистный
Полисциас папоротниколистный или полисциас остролистный (лат. Polyscias filicifolia) — вечнозелёный тропический кустарник, представитель рода Полисциас (Polyscias). Растение имеет довольно раскидистые ажурные листья, которые похожи на вайи папоротников. Растение родом из Малайзии или островов западной части Тихого океана, но со временем было завезено во многие тропические и субтропические районы по всему миру. Культивируется как декоративное комнатное растение, идеально подходят для выращивания в горшках в затененных местах. В местах с тропическим климатом кустарник используют для создания живых изгородей. 
Вид ранее относили к роду Аралия (Aralia), по затем был перенесён в род Полисциас (Polyscias). Внешне полисциас папоротниколистный схож, и поэтому его часто путают с полисциасом кустарниковым (Polyscias fruticosa), который также часто выращивают как комнатное растение. Также возможна путаница с другим видом, у которого похожее синонимичное название [syn.  Polyscias filicifolia (C.Moore ex E.Fourn.) V.L.Bailey] = Polyscias cumingiana (C.Presl) Fern.Villar.

## Этимология
Название рода происходит от греческих слов polys — много и skias — тень или навес, подобный тенту, из-за того, что главный зонтик разделен на многочисленные меньшие зонтики.
Видовой эпитет дан из-за сходства листьев с вайями папоротник.

## Описание

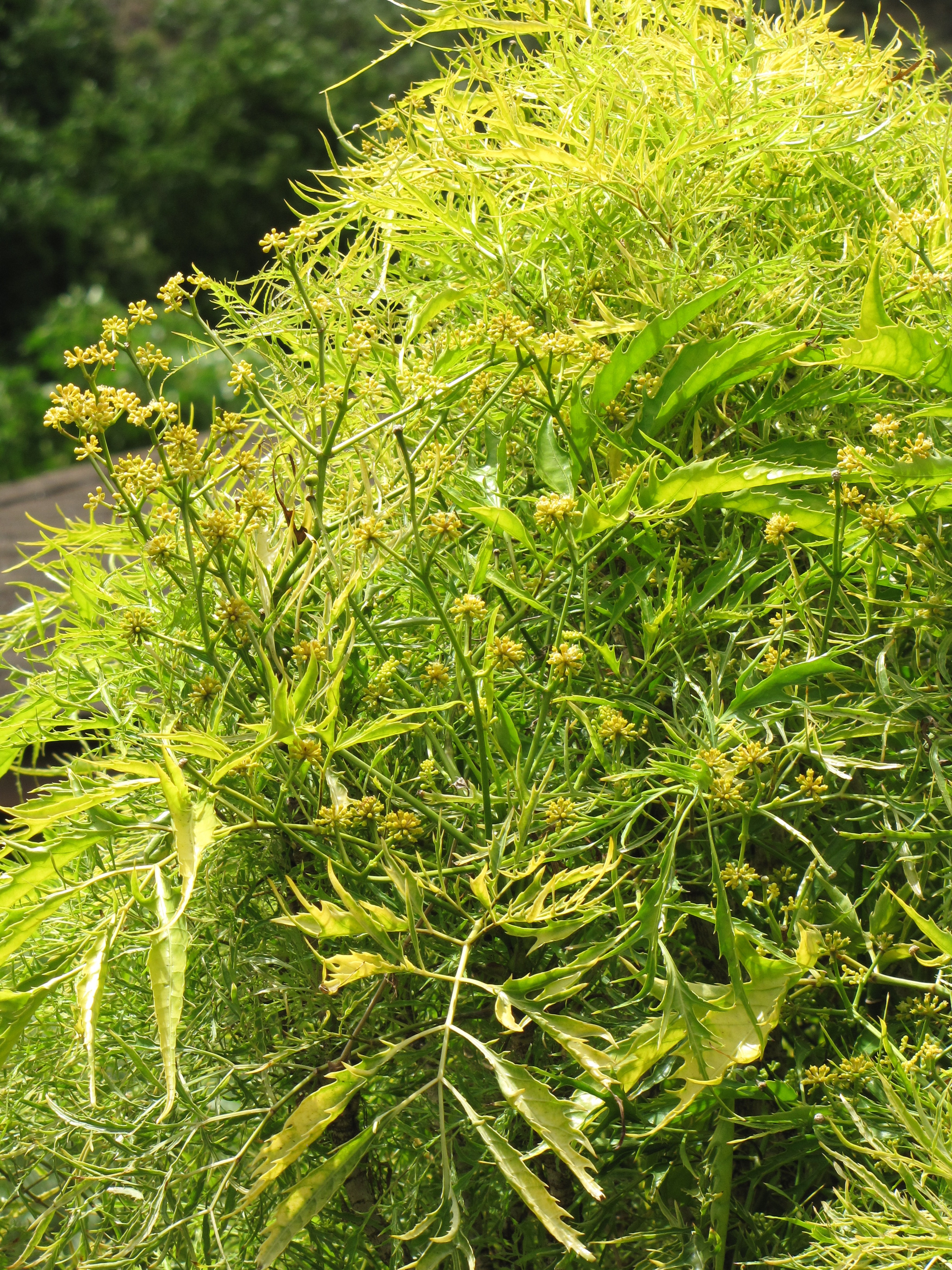
Листья и соцветия растения в июле. Долина Иао, о. Мауи, Гавайи

Многолетний вечнозелёный кустарник или небольшое дерево, вертикально растущего колонновидного габитуса. Ветвится плохо, но побеги гибкие. Достигает высоты 2,5—6 м.
Листья сложные, двуперистые, ажурные, мелко разрезанные папоротниковидные. Общая длина может достигать от 35 до 50 см. Средний черешок имеет фиолетовый оттенок. Форма листочков на одном и том же растении может различаться (гетерофиллия). Молодые листочки похожи на папоротники, ланцетные и глубоко изрезанные с зубчатыми краями. Зрелые листочки широкояйцевидные и иногда цельные. Цвет листьев насыщенного зелёного цвета.
Цветки бледно-желтые или белые в свободно ветвящихся соцветиях (длиной до 15,2 см), цветут летом. Плод — костянка. Растения редко цветут или плодоносят в культуре за пределами тропиков.

## Ареал
Новая Каледония, Новая Гвинея.

## Синонимы
Согласно данным GBIF на декабрь 2024 года в синонимику вида Polyscias filicifolia (C.Moore ex E.Fourn.) L.H.Bailey 1916 in: Rhodora 18: 153 входят следующие названия:
- = Botryopanax ayresii (Baker) Hutch.
- = Botryopanax borbonica Miq.
- = Botryopanax cupularis (Baker) Hutch.
- = Botryopanax paniculatus  (DC.) Hutch.
- = Gastonia paniculata (DC.) D.Dietr.
- ≡ Gastonia racemosa Rich.
- = Gastonia racemosa  Rich. ex Drake
- = Gastonia saururoides (DC.) Roxb.
- ≡ Gilibertia paniculata DC.basionym
- ≡ Gilibertia saruroides Roxb.
- = Gilibertia saruroides Roxb. ex DC.
- = Gilibertia saururoides DC.
- = Grotefendia cuneata Seem.
- = Grotefendia paniculata (DC.) Seem.
- ≡ Hedera paniculata  (DC.) Wight & Arn.
- = Hedera paniculata (DC.) Wight & Arn. ex Voigt, 1845
- = Panax ayresii  (Baker) Drake
- = Panax commersonii Drake
- = Panax cupularis (Baker) Drake
- = Panax paniculatus (DC.) Drake
- = Panax racemosus Drake
- = Polyscias ayresii Baker
- = Polyscias commersonii (Drake) R.Vig.
- = Polyscias cupularis Baker
- ≡ Polyscias racemosa (Drake) Harms
- = Polyscias racemosa (Drake) Harms ex R.Vig.

## Применение

### Декоративное растение
В странах с тропическим климатом вид выращивается в качестве декоративного садового растения и в частности как растение для создания живой изгороди. Минимальные температуры, необходимые для выращивания, составляют +15...+18 °C. Были выведены различные сорта, в частности сорт с более желтой окраской листьев cv. 'Golden Prince'.
В станах с умеренном климатом вид является популярным комнатным растением, является одним из лучших растений для моделирования карликовых деревьев. Выращивается также в зимних садах как оранжерейная культура. 

### Содержание
Температура в весенне-летний период +22 °C, осенне-зимний +18...+20 °C. В комнатных условиях лучше всего растёт при высокой влажности (70–80%). Размножают черенками. 

### Лекарственное растение
Используется в традиционной медицине Юго-Восточной Азии из-за его адаптогенных свойств, а также из-за его противоутомляющей, иммуномодулирующей и противоголовокружительной активности. Однако его фитохимические компоненты не полностью изучены.
В России препараты, полученные из экстракта этого растения (Витагмал, Полисциас) были разрешены в качестве биологически активной добавки, с заявленным адаптогенным и иммунокорректирующим действием. Экстракт также запатентован для лечения элементозов (недостатков или дефицитов питательных веществ).